# Aral Nukus
Aral Nukus (Aral Professional Futbol Klubi) – uzbecki klub piłkarski, mający siedzibę w mieście Nukus na zachodzie kraju. Założony w roku 1976.
W latach 1992–1994 i 2000-2001 występował w Oʻzbekiston PFL.

## Historia
Chronologia nazw:
- 1976–1989: Amudaryo Nukus (ros. «Амударья» Нукус)
- 1990: Aralvodstroevez Nukus (ros. «Аралводстроевец» Нукус)
- 1991–1999: Aral Nukus (ros. «Арал» Нукус)
- 2000–2006: Turan Nukus (ros. «Туран» Нукус)
- 2006: NOZK Nukus (ros. «НОЗК» Нукус)
- 2007–2012: Jayxun Nukus (ros. «Джайхун» Нукус)
- 2012–...: Aral Nukus (ros. «Арал» Нукус)

Piłkarska drużyna Amudaryo została założona w miejscowości Nukus 16 kwietnia 1976 roku.
W 1976 zespół debiutował w Drugiej Lidze, strefie 2 Mistrzostw ZSRR. W 1984 zajął ostatnie 20. miejsce w tabeli i potem kontynuował występy w rozgrywkach amatorskich. W 1990 po reorganizacji systemu lig ZSRR klub pod nazwą Aralvodstroevez Nukus otrzymał promocję do Drugiej Niższej Ligi, strefy 9. W 1991 zmienił nazwę na Aral Nukus.
W 1992 debiutował w pierwszych niepodległych rozrywkach Wyższej Ligi Uzbekistanu. W 1994 zajął przedostatnie 15. miejsce i spadł do Pierwszej Ligi. W 1999 zajął przedostatnie 17. miejsce w Pierwszej lidze, ale nieoczekiwanie decyzją UFF uzyskał awans do Wyższej Ligi. W 2000 przyjął nazwę Turan Nukus, ale w następnym sezonie 2001 zajął przedostatnie 17. miejsce i spadł do Pierwszej Ligi. W 2003 z powodu problemów finansowych zrezygnował z dalszych występów. W 2006 jako NOZK Nukus zajął drugie miejsce w turnieju finałowym Drugiej Ligi i powrócił do Pierwszej Ligi. Od 2007 nazywał się Jayxun Nukus. W 2010 nie brał udziału w rozgrywkach, ale już w 2011 ponownie występował w Pierwszej Lidze. W 2012 przywrócił historyczną nazwę Aral Nukus.

## Sukcesy

### Trofea międzynarodowe
Nie uczestniczył w rozgrywkach azjatyckich (stan na 31-05-2015).

### Trofea krajowe
Uzbekistan
| \| \| Zdobyte trofea w rozgrywkach Uzbekistanu (stan na: 31-05-2015) \| |                                                                |      |                        |
| Rozgrywki                                                               | Osiągnięcie                                                    | Razy | Sezon(y)               |
| Mistrzostwo                                                             | I miejsce                                                      | 0    |                        |
| Mistrzostwo                                                             | II miejsce                                                     | 0    |                        |
| Mistrzostwo                                                             | III miejsce                                                    | 0    |                        |
| Mistrzostwo                                                             | 11. miejsce                                                    | 1    | 1993                   |
| Puchar                                                                  | zdobywca                                                       | 0    |                        |
| Puchar                                                                  | finalista                                                      | 0    |                        |
| Puchar                                                                  | 1/8 finału                                                     | 4    | 1993, 1997, 1998, 2008 |
| II liga                                                                 | I miejsce                                                      | 0    |                        |
| II liga                                                                 | II miejsce                                                     | 0    |                        |
| II liga                                                                 | III miejsce                                                    | 0    |                        |
| II liga                                                                 | 4. miejsce                                                     | 2    | 2011, 2014             |
| Uzbekistan                                                              | Zdobyte trofea w rozgrywkach Uzbekistanu (stan na: 31-05-2015) |      |                        |

ZSRR
- Wtoraja liga ZSRR:
  - 14. miejsce w grupie: 1978

## Stadion
Klub rozgrywa swoje mecze domowe na stadionie Turon w Nukusie, który może pomieścić 9,300 widzów.

## Piłkarze
Znani piłkarze:
- / Berdax Allaniyazov
- / Qodir Ibragimov
- Aleksandr Lobanov
- / Nematullo Quttiboev

## Trenerzy
...
- 1977:  Artiom Faljan

...
- 1977:  Yakov Kaprov

...
- 1982–1983:  Władimir Brażnikow

...
- 1990–1993: / Jangabay Buranov

...
- 1999–20??:  Quvvat Tureev

...
- 2010–:  Nematullo Quttiboev

...